# Такетомі (Окінава)
Такето́мі (яп. 竹富町, たけとみちょう, МФА: [taketomʲi t͡ɕoː]?) — містечко в Японії, в повіті Яеяма префектури Окінава.  Отримало статус містечка 1948 року. Площа становить 334,02 км². Станом на 1 липня 2012 року населення складало 3854  осіб, густота населення — 11,5 осіб/км².   

Протягом 1429—1871 років територія Такетомі входила до складу Рюкюської держави. 1871 року остання була перетворена на японський автономний уділ Рюкю. 1879 року цей уділ анексувала Японська імперія, яка перетворила його на префектуру Окінава.